# Diaspis africana
Diaspis africana är en insektsart som beskrevs av Karl Hermann Leonhard Lindinger 1909. Diaspis africana ingår i släktet Diaspis och familjen pansarsköldlöss. Inga underarter finns listade i Catalogue of Life.